# Війна в Абхазії (1992—1993)

Карта бойових дій

Війна в Абхазії — збройний конфлікт, що відбувався між грузинським урядом з одного боку та абхазькими сепаратистами, російським урядом та північнокавказькими бойовиками з іншого у 1992—1993 роках. Етнічні грузини, що мешкали в Абхазії, більшістю воювали на боці грузинських урядових сил. Етнічні вірмени та росіяни на території Абхазії переважно підтримували абхазькі сили і багато з них воювали на їхньому боці. Сепаратистів підтримували тисячі бойовиків із Північного Кавказу (передусім чеченці, інгуші та кабардинці) та російського козацтва. Сама Російська Федерація була формально нейтральною, втім допомагала абхазькій стороні військовою технікою та іноді відкрито, зокрема, російські війська брали участь у облозі Сухумі 1993 року. На боці грузинського уряду виступали також українські добровольці з УНА-УНСО.
Причиною конфлікту стало прагнення абхазької політичної еліти до незалежності, яке відкидала грузинська політична еліта. Війна завершилася військовою поразкою Грузії, що означало втрату контролю над більшою частиною регіону (за винятком Кодорської ущелини), який став майже незалежним. В Абхазії були присутні російські війська в статусі миротворців. У наступні роки між абхазькими сепаратистами та грузинським урядом проходили переговори щодо врегулювання конфлікту, в серпні 1997 року абхазький лідер Владислав Ардзинба відвідав Тбілісі, де мав бути підписаний спільний документ, втім підписання зірвалося.
Війна 1992-93 років є частиною грузинсько-абхазького конфлікту, який продовжився зіткненнями 1998 року та російським вторгненням 2008 року, коли Росія зайняла всю територію Абхазії, після чого визнала її незалежність. Того ж року Грузія визнала регіон окупованим Росією.

## Передісторія
Становище в Абхазькій Автономній Радянській Соціалістичній Республіці було напруженим з кінця 1980-х років, коли антирадянська грузинська опозиція, почала домагатися незалежності від Радянського Союзу. У березні 1989 року, абхазькі націоналісти вимагали в Ліхнійській декларації, офіційного створення окремої Радянської Соціалістичної Республіки (на підставі прикладу існування окремої Абхазької РСР з 1921 по 1931 рр., яка була пов'язана з Грузинською РСР конфедеративним «Союзним договором»). Декларацію підписав ректор Сухумського університету. Студенти університету — етнічні грузини оголосили про протести, але вони були заборонені грузинським урядом. Проте, студенти зібралися, та зазнали нападу з боку етнічних абхазів. Грузинський антирадянський рух, був обурений цією подією і долучив виступи студентів проти відокремлення Абхазії, до списку гасел для кількох тисяч грузинських демонстрантів у Тбілісі. У відповідь на протести, до Тбілісі були введені радянські війська, що призвело до Трагедії 9 квітня.
Після цього 16–17 липня 1989 року, в Сухумі відбулися перші збройні сутички між представниками абхазького та грузинського населення. Початком суперечки стало рішення уряду Грузії перетворити грузинський сектор Сухумського державного університету на філію Тбіліського державного університету. Абхази рішуче виступали проти нового університету, та бачили в ньому інструмент розширення грузинського панування. Хоча Верховна Рада СРСР дійшла висновку, що уряд Грузії не має законного права дозволяти створення нового університету, вступний іспит до нього, було призначено на 15 липня. Громадянські заворушення швидко переросли у воєнізовані сутички, які, згідно з офіційними даними, призвели до 18 смертей і щонайменше 448 поранених, 302 з котрих були грузинами. У відповідь на придушення заворушень, було введено війська МВС.
До липня 1990 року, жодна зі сторін не відчувала себе достатньо сильною, щоби розв'язати цю суперечку військовим шляхом. Тоді уряд Радянського Союзу, мав вже дуже мало можливостей для запобігання міжетнічним конфліктам, перебуваючи сам на межі розвалу. Згодом грузино-абхазькі суперечності  перейшли в законодавчі органи, що занурило Абхазію у правові змагання, «війну законів», доки в серпні 1992 року не почалася збройна боротьба.
Етнічний розподіл, або квоти, були запроваджені перед виборами 1991 року до Верховної Ради Абхазії, внаслідок чого її склад не точно відбивав етнічну приналежність наявного населення. Так, із 65 місць — абхази (17 % мешканців) отримали 28; грузини (45 %) — 26; решта 11 місць поділилися між іншими групами (вірмени, росіяни; останні становили 33 % населення).

## Війна
Вирішення цього конфлікту ускладнювалося Громадянською війною у Грузії (між прихильниками поваленого президента Грузії Звіада Гамсахурдіа — обіймав посаду в 1991—1992 рр. та урядом після перевороту, на чолі з Едуардом Шеварднадзе), а також Грузино-осетинський конфліктом від 1989 року.
У червні 1992 року напруга навколо автономії, підійшла до найбільшого напруження, коли абхазькі бойовики напали на урядові будівлі в Сухумі. 23 липня 1992 року сепаратистський уряд Абхазії проголосив незалежність регіону, хоча це не було міжнародно визнано. 14 серпня 1992 року грузинська поліція та підрозділи Національної гвардії були направлені для відновлення урядового контролю над Абхазією. Лави грузинських військ були частково поповнені завдяки «спорожненню в'язниць», оскільки частина в'язнів була звільнена за умови, що вони будуть воювати в Абхазії. Того ж дня спалахнули бої. 18 серпня 1992 року сепаратистський уряд втік із Сухумі до Ґудаути. Згодом урядові сили Грузії захопили значну частину Абхазії.

22 серпня 1992 року, Конфедерація гірських народів Кавказу оприлюднила указ свого президента Муси Шанібова та голови парламенту Ісуфа Сосланбекова: «Оскільки немає іншого способу вивести грузинську окупаційну армію з теренів суверенної Абхазії та задля виконання резолюції 10-ї сесії КГНК, ми наказуємо:
        1. Всі штаби Конфедерації повинні направити добровольців на територію Абхазії для військового розгрому агресора.
        2. Всі військові формування Конфедерації зобов'язані вести бойові дії проти будь-яких сил, які їм протистоять і намагаються будь-яким способом досягти території Абхазії.
        3. Оголосити Тбілісі зоною лиха. Водночас використовувати всі способи, зокрема і терористичні.
        4. Оголосити всіх громадян грузинської національності на території Конфедерації заручниками.

        5. Усі види вантажів, що прямують до Грузії, затримувати».
25 серпня грузинський військовий командувач Георгій Каркарашвілі оголосив по телебаченню, що грузинські війська не братимуть військовополонених. Він пообіцяв, що мирним жителям Абхазії не буде завдано шкоди і будуть вестися мирні перемовини. Він попередив сепаратистів, що раптом мирні переговори не увінчаються успіхом і 100 000 грузин будуть убиті, то решта 97 000 етнічних абхазів, які підтримували Ардзінбу, загинуть. Згодом пан Каркарашвілі нібито, погрожував абхазькому політику Владиславу Ардзінбі не вживати жодних дій, які б зрештою могли залишити абхазьку націю без нащадків, і в такий спосіб поклав відповідальність за майбутні смерті особисто на Ардзінбу. Пізніше його промова була використана сепаратистами як пропаганда, та для виправдання власних дій.
Значні етнічні чистки, що супроводжувалися жорстокістю, відбувалися з обох боків, коли абхазів витісняли з території, контрольованої Грузією, і навпаки. Багато порушень прав людини, переважно мародерство, розграбування та інші незаконні дії, а також захоплення заручників та інші порушення гуманітарного права, були скоєні всіма сторонами по всій Абхазії.
Після взяття Сухумі грузинські війська (разом з воєнізованими утвореннями Мхедріоні) брали участь у «жорстокому, етнічному розграбуванні, мародерстві, нападах і вбивствах». Окрім розграбування, абхазькі культурні пам'ятки були знищені в такий спосіб, що, за деякими повідомленнями, на них пропонувалося навмисне націлювання. Університетські будівлі були розграбовані, а музеї та інші культурні колекції розбиті. Неоціненні абхазькі національні архіви, були спалені грузинськими військами. Повідомляється, що місцеві пожежники не намагалися загасити вогонь.
Наприкінці цього етапу конфлікту грузинська армія зайняла більшу частину Абхазії. Осередки абхазьких сил були взяті в облогу в частинах Очамчирського району і Ткварчелі, а в Ґудауті вони були затиснуті між грузинськими військами в Гаграх і Сухумі.

### Припинення вогню і падіння Гагри
3 вересня 1992 року в Москві між сторонами було досягнуто домовленості про припинення вогню. Згідно з угодою, грузинські війська були зобов'язані вийти з району Гагри. Грузинська сторона виконала виконання домовленостей і залишила свої позиції. Внаслідок цього, місцеве грузинське населення Гагри залишилося беззахисним. Невдовзі режим припинення вогню було порушено абхазькою стороною. Тисячі воєнізованих добровольців, переважно чеченців і козаків з мілітаризованої Конфедерації гірських народів Кавказу (КГНК) та абхазьких військових, оснащених танками Т-72, реактивними установками БМ-21 «Град», штурмовиками Су-25 і вертольотами, рушили на Гагру. Грузія звинуватила Російську Федерацію в постачанні цього військового обладнання, оскільки воно раніше не застосовувалося абхазами. 1 жовтня сили Абхазії та КГНК напали на місто Гагра. Невеликі грузинські війська, що залишилися в місті, недовго захищали Гагру, перш ніж відступити, але потім перегрупувалися та відбили місто. Сили Абхазії та КГНК також згодом перегрупувалися та розпочали ще одну атаку, захопивши Гагру 2 жовтня. Російський флот почав блокувати морський порт біля Гагри, де брали участь  військово-морські кораблі: «СКП-Бєзукорізнєнний», «КІЛ-25», «БТХ-38», «БМ-66», «Головін», «Десант 345», та інші. В окупації Гагри були задіяні полки під командуванням першого заступника міністра оборони РФ Г. Колеснікова. Російський танкер «Дон» доправив 420 тонн пального в підконтрольну сепаратистам Ґудауту.
Тисячі грузинських солдатів і цивільних втекли на північ, увійшовши до Росії, перш ніж їх перевезли до власне Грузії. З абхазьким завоюванням Гагри ті, хто залишився, були насильно вигнані, а загалом приблизно 429 було вбито.

### Російсько-грузинська війна
Згодом в ході російсько-грузинської війни 2008 року РФ захопила всю територію Абхазії, після чого визнала її незалежність. Того ж року Грузія визнала регіон окупованим Російською Федерацією.
Організація Human Rights Watch відзначила велику кількість етнічних росіян, які перед тим не проживали в Грузії чи Абхазії, але були помічені в боях з абхазького боку. Human Rights Watch має свідчення, що принаймні велика частина з них, були професійними військовими, найнятими і оплаченими певними урядовими підрозділами з Москви. Нібито проголошуючи нейтралітет, Російська Федерація насправді допомагала абхазькій стороні військовою технікою і військами, та в певні моменти відкрито застосовувала власні військові сили, як наприклад в облозі Сухумі 1993 року). Війна завершилася окупацією російськими військами частини території Грузії, яка фактично стала цілком контрольованою Росією.
Впродовж конфлікту значною мірою постраждало мирне населення, причому (як зазначено вище) були заяви про злочини від обох боків — російсько-абхазької та грузинської. Внаслідок переслідування і етнічних чисток під час конфлікту і після встановлення проросійської влади, Абхазію покинуло приблизно 250 тис. етнічних грузинів. За деякими повідомленнями, одночасно з відведенням грузинських військ, Абхазію залишило 80 % її населення.